# Ngbandi du Nord
Ne doit pas être confondu avec Ngbandi du Sud.
Le ngbandi du Nord, aussi appelé baza ou mongwandi, est une langue oubanguienne du continuum linguistique de langues ngbandi. Elle est parlée en République démocratique du Congo.

## Répartition géographique
Le ngbandi du Nord est parlé à Gbadolite et dans les territoires de Yakoma et de Businga en province du Nord-Ubangi, et dans l’Est du territoire de Bondo en province du Bas-Uele,.

## Écriture
| a | b | d | e | ɛ | f | g | h | i | k | kp | l | m | n | ny | o | ɔ | p | s | t | u | v | w | y | z |